# بیل دیلی
بیل دِیلی (به انگلیسی: Bill Daily) زاده ۳۰ اوت ۱۹۲۷ - درگذشته ۴ سپتامبر ۲۰۱۸ هنرپیشه و کمدین اهل ایالات متحده آمریکا بود.

## بخشی از فیلم‌شناسی
از فیلم‌ها یا برنامه‌های تلویزیونی که وی در آن نقش داشته‌است می‌توان به آثار زیر اشاره کرد:
- افسونگر (مجموعه تلویزیونی) (۱۹۶۴)
- خواب جینی را می‌بینم (مجموعه تلویزیونی) (۱۹۶۵ تا ۱۹۷۱)
- من رویای جین را دارم... پانزده سال پیش (۱۹۸۵)
- تمساح ۲: جهش (۱۹۹۱)